# Together (film 1918)
Together è un film muto del 1918 sceneggiato e diretto da O.A.C. Lund.

## Produzione
Il film fu prodotto dall'Universal Film Manufacturing Company.

## Distribuzione
Distribuito dall'Universal Film Manufacturing Company, il film uscì nelle sale cinematografiche USA il 14 ottobre 1918.